# Đồng(I) sulfide
Đồng(I) sulfide  là một sulfide của đồng, một hợp chất hóa học của đồng và lưu huỳnh. Nó có công thức hóa học Cu2S. Nó được tìm thấy trong tự nhiên như là khoáng chất chalcocit. Thực tế hợp chất tồn tại ở một phạm vi rất hẹp, từ Cu1,997S đến Cu2,000S.

## Điều chế và phản ứng
Cu2S có thể được điều chế bằng cách đun nóng đồng trong hơi lưu huỳnh hoặc H2S. Phản ứng của bột đồng trong lưu huỳnh chảy nhanh tạo ra Cu2S, trong khi đó các bột viên của đồng đòi hỏi nhiệt độ cao hơn nhiều. Cu2S phản ứng với oxy để hình thành SO2:
2Cu2S + 3O2 → 2Cu2O + 2SO2↑
Trong sản xuất đồng, ⅔ đồng(I) sulfide bị oxy hóa như trên, và Cu2O phản ứng với CuS2 để tạo Cu kim loại:
Cu2S + 2Cu2O → 6Cu + SO2↑

## Cấu trúc
Có hai dạng Cu2S: dạng Đơn nghiêng nhiệt độ thấp ("low chalcocite") có cấu trúc phức tạp với 96 nguyên tử đồng trong tế bào đơn vị và dạng lục phương ổn định trên 104 ℃. Trong cấu trúc này có 24 nguyên tử Cu khác biệt về cấu hình tinh thể và cấu trúc đã được mô tả như là một xấp xỉ với một mảng lục nguyên khép kín các nguyên tử lưu huỳnh với các nguyên tử Cu trong phối hợp phẳng 3. Cấu trúc này ban đầu được gán một tế bào hình tam giác do sự kết cặp của tinh thể mẫu.
Ngoài ra còn có một pha thể tinh thể khác biệt (khoáng chất djurleit) với công thức Cu1,96S, không có chuẩn độ (Cu1,934–1,965S) và có cấu trúc đơn nghiêng với 248 nguyên tử đồng và 128 phân tử sulfide trong tế bào đơn vị. Cu2S và Cu1,96S có hình dáng giống nhau và khó phân biệt chúng với nhau